# Vinhos Halberth
Halberth é uma vinícola brasileira da cidade de Flores da Cunha, no estado do Rio Grande do Sul. Atua no mercado há mais de 30 anos.  Produz espumantes, vinhos de mesa, vinhos finos (tintos e brancos, secos e suaves), coolers (bebida gaseificada, elaborada com vinho branco de mesa, sucos e aromas naturais de frutas) e suco de uva.
Atualmente os Vinhos Halberth produz 1,2 milhões de litros de vinhos anualmente, e tem capacidade para armazenar em média 2,1 milhões de litros, em pipas de madeira, aço inox e aço carbono.

## Prêmios
Em julho de 2007, na sexta edição do concurso Os Melhores Vinhos de Flores da Cunha, a Vinícola Halberth foi premiada com a Medalha Galo de Ouro em três diferentes categorias: vinhos branco fino seco, branco de mesa seco e tinto de mesa seco. Além disso, o vinho branco moscato foi premiado com o Troféu Baco di Flores, como o melhor vinho da categoria.
Em 2009, na oitava edição do concurso, Vinhos Halberth recebeu medalha de bronze na categoria vinho branco de mesa seco, medalha de ouro na categoria vinho tinto de mesa seco, e medalha de bronze na categoria moscatel espumante